# زمین‌لرزه ۱۹۳۸ اندونزی
زمین‌لرزه اندونزی  در تاریخ ۱۹ مه ۱۹۳۸ میلادی، برابر با ‎۲۹ اردیبهشت ۱۳۱۷، ساعت ۱۷:۰۸:۳۶ به زمان یوتی‌سی در اندونزی رخ داد. ژرفای این زلزله ۴۹٫۴ کیلومتر بود. بزرگی آن ۷٫۵ در مقیاس Mw اعلام شده‌است. زمین‌لرزه به وقت محلی در روز جمعه، ساعت ۱ روی داده و منطقه زمانی آن یوتی‌سی +۸ بوده‌است .
سازمان زمین‌شناسی آمریکا نیز جای این زمین‌لرزه را در مختصات ۱°جنوبی ۱۲۰°شرقی / ۱°جنوبی ۱۲۰°شرقی و بزرگی آنرا برابر با ۷٫۶ در مقیاس ریشتر اعلام کرده‌است. 
سونامی نیز در این زلزله گزارش شده‌است.